# Evangelische Kirche Dorndorf

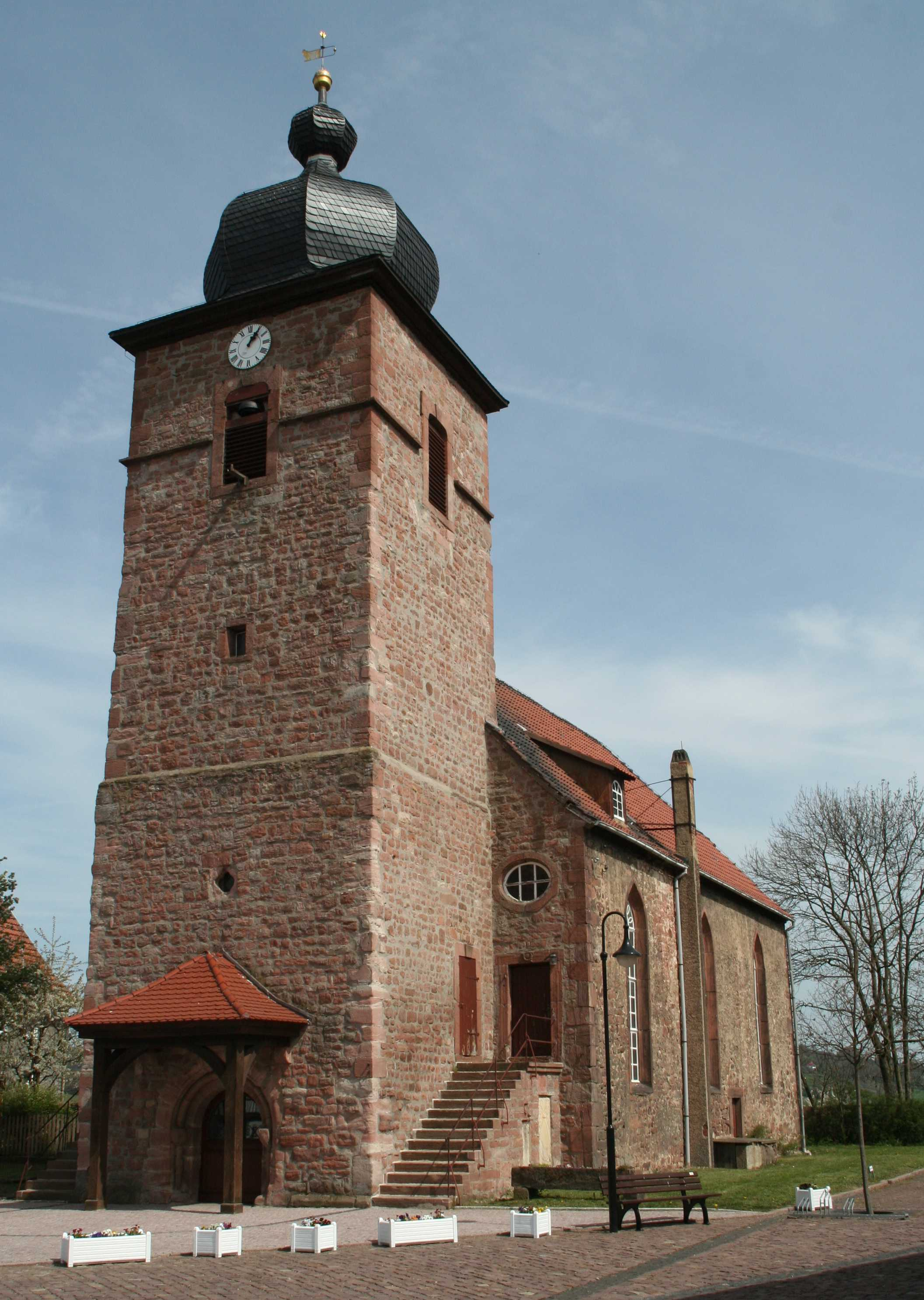
Die evangelische Kirche in Dorndorf

Die evangelisch-lutherische Kirche Dorndorf ist eine Dorfkirche im Ortsteil Dorndorf der  Krayenberggemeinde im Wartburgkreis in Thüringen. Ihre Kirchengemeinde gehört zum Kirchenkreis Bad Salzungen-Dermbach im Bischofssprengel Erfurt der Evangelischen Kirche in Mitteldeutschland.

## Baugeschichte
Die ursprünglich romanische Kirche wurde, wie die Jahreszahl am Eingangsportal des Turmes zeigt, 1150 errichtet. Während des Dreißigjährigen Krieges wurde das Gebäude geplündert und brannte 1634 ab. In den Jahren 1727/28 wurde das Kirchenschiff im barocken Stil neu errichtet, die Sakristei stammt aus dem Jahr 1772.

## Innenraum
Die zweigeschossigen Emporen ziehen sich an drei Wänden der Kirche entlang, sie tragen die Jahreszahl 1748. Eine Bemalung im Stil des Bauernbarock hat sich an der östlichen Emporen erhalten.

## Ausstattung
Die Mensa des steinernen Altars trägt die Jahreszahl 1519 und enthält eine Aussparung für eine Reliquie. Der achteckige Taufstein stammt aus dem Jahr 1696, die Ornamente darauf wurden 1894 hinzugefügt.